# 1356 Nyanza
1356 Nyanza è un asteroide della fascia principale del diametro medio di circa 64,73 km. Scoperto nel 1935, presenta un'orbita caratterizzata da un semiasse maggiore pari a 3,0828873 UA e da un'eccentricità di 0,0443766, inclinata di 7,96030° rispetto all'eclittica.
L'asteroide porta il nome di un'ex provincia del Kenya.